# Studio 54 (film)
Studio 54 (originaltitel: 54) är en amerikansk film från 1998 med bland annat Mike Myers i rollen som Steve Rubell (medgrundare av Studio 54) och skådespelarna Salma Hayek, Ryan Phillippe och Neve Campbell. Filmen kretsar kring discoklubben Studio 54 under det sena 1970-talets New York. Manusförfattare och regissör var Mark Christopher och filmmusiken skrevs av Marco Beltrami.

## Handling
Filmen handlar om Shane O'Shea (som spelas av Ryan Phillippe), en ung man från Jersey City, New Jersey som drömmer om rikedom och berömmelse. Han håller måttet och är tillräckligt snygg för att bli bartender på Studio 54. Klubben är precis som verklighetens Studio 54 under de sista åren av 1970-talet. New Yorks mest trendiga inneställe. Medan han arbetar där blir han vän med Anita Randazzo (Salma Hayek), en tjej som försöker lyckas som sångerska, och hennes man Greg (Breckin Meyer). Allt eftersom Shane dras med i det hårda festandet och spelet kring Studio 54 går hans liv utför. Så går det också med Studio 54.

## Rollista
- Ryan Phillippe - Shane O'Shea
- Salma Hayek - Anita Randazzo
- Neve Campbell - Julie Black
- Mike Myers - Steve Rubell
- Sela Ward - Billie Auster
- Breckin Meyer - Greg Randazzo
- Sherry Stringfield - Viv
- Cameron Mathison - Atlanta
- Noam Jenkins - Romeo
- Heather Matarazzo - Grace O'Shea
- Skipp Sudduth - Harlan O'Shea
- Mark Ruffalo - Ricko
- Lauren Hutton - Liz Vangelder
- Michael York - Ambassadör

### Kändisar som medverkar som sig själva
- Thelma Houston
- Ron Jeremy
- Elio Fiorucci
- Sheryl Crow
- Georgina Grenville
- Cindy Crawford
- Heidi Klum
- Donald Trump
- Cecilie Thomsen
- Frederique van der Wal
- Veronica Webb
- Art Garfunkel
- Peter Bogdanovich
- Beverly Johnson
- Bruce Jay Friedman
- Lorna Luft
- Valerie Perrine
- Stars on 54

## Produktion
Efter att ha producerat två kortfilmer övertygade Mark Christopher filmbolaget Miramax Films att stödja en film om Studio 54. Han lade fem år på att efterforska både klubben och tidsperioden vilket ledde till ett manus. Miramax köpte delar av manuset 1995 och tillsammans med Christopher utvecklade man handlingen under ett års tid. Filmen spelades sedan in i Toronto under två månader hösten 1997. 
Förväntningarna var höga på att detta skulle bli en stor sommarhit. Christopher avslutade klippningen av filmen och man planerade premiären i juli det kommande året. Inom filmföretaget togs filmen emot väl men testvisningarna i förorterna till Long Island var inte alls till bolagets belåtenhet. Bland annat reagerade man negativt på att Shane och Greg kysstes och det lyckliga slutet mellan Shane, Greg och Anita. Via sin presskontakt sade Christopher: "Vårt mål var att publiken skulle känna sympati med karaktärena, [och] det material som togs bort ur filmen togs bort för att det var för utmanande för delar av publiken." Miramax krävde att man klippte bort scener ur filmen men Christopher vägrade. Studion tvingade sedan honom att ta om delar av filmen med bara två månader kvar till biopremiär.
Genom att ta om delar av filmen tog man bland annat bort kärlekshistorien och triangeldramat mellan de tre huvudpersonerna. Många av skådespelarna blev kallade till New York bara två veckor innan premiären för att spela in nya scener, helt utan att de visste hur materialet skulle användas. Breckin Meyers upptäckte att hans rätt stora roll hade marginaliserats till en stereotyp bästa vän-roll och att en av de nya scenerna som spelades in gjorde att han utmålades som tjuv. Kyssen mellan hans rollfigur och Phillippes ersattes med en dialog.
Slutresultatet blev att 45 minuter av filmen klipptes bort och ersattes med 25 minuter nytt material och berättarröst.
Från början klagade Christopher till vänner och kollegor på vad filmbolaget gjorde med hans film, men tidspressen till premiären gjorde att han bytte inställning och menade att "Vi försöker båda göra den bästa möjliga filmen och jag tror att vi faktiskt har gjort det".

## Recensioner
Bioversionen av filmen fick nästan uteslutande medel/dåliga recensioner och var generellt en besvikelse. Den enda som fick bra betyg var Myers i sin första seriösa dramaroll. En del trodde att detta skulle leda till en Oscarnominering men Myers blev aldrig nominerad för rollen som Steve Rubell. 
Många kritiker var besvikna över filmens fiktiva karaktärer och händelseförlopp. De menade att man borde ha letat efter en riktig berättelse i Studio 54:s historia.